# Jeu enfantin
Pour les articles homonymes, voir Jeux d'enfants.

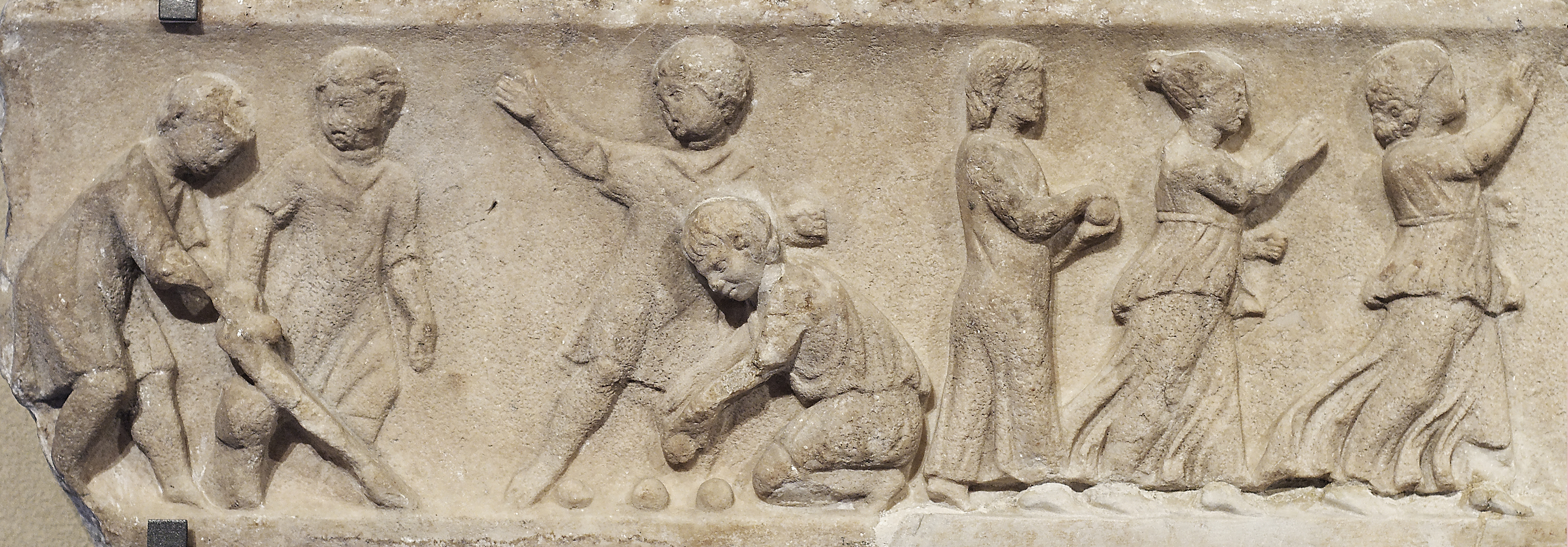
Jeux d'enfant, IIe siècle, Musée du Louvre

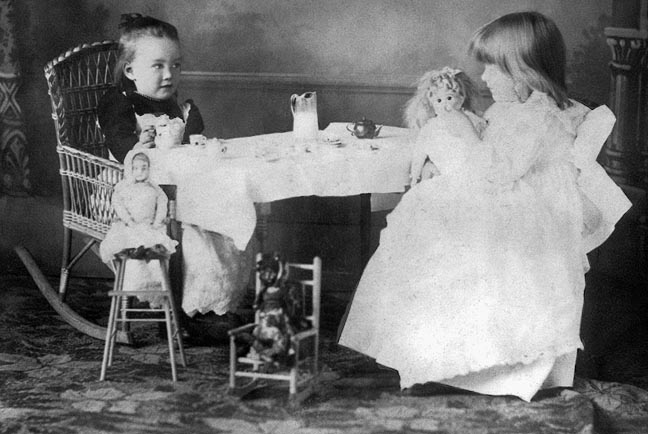
Jeu de dînette, vers 1890

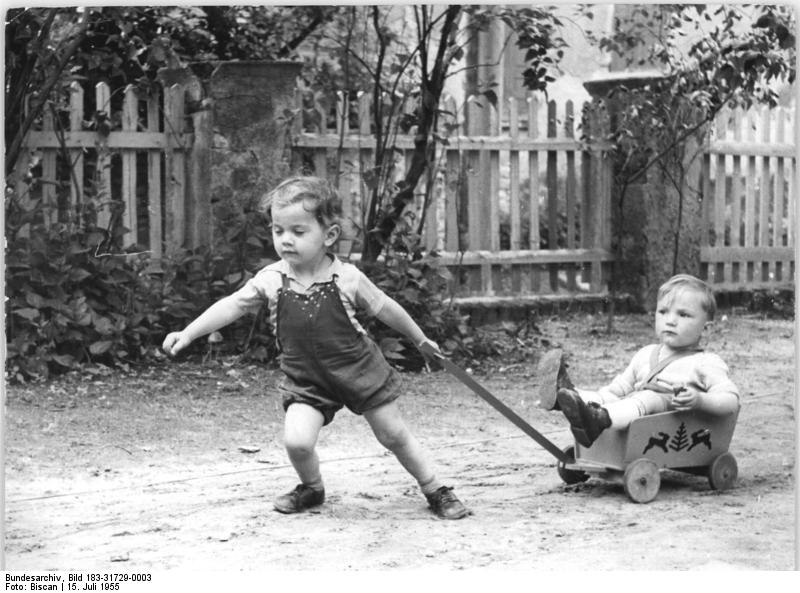
Enfants jouant avec un chariot dans une crèche agricole en Allemagne en 1955.

Un jeu enfantin, ou jeu d'enfant (ou jeu d'enfants), est un jeu aux règles informelles pratiqué par les enfants. 
Ce type de jeu est distingué des « jeux pour enfants », créés par les adultes à destination de jeunes joueurs. Il est le plus souvent pratiqué sans animation ou surveillance adulte, et parfois sans le consentement des adultes.
Les pédagogues et psychologues désignent par exemple comme jeux d'enfants : le cache-cache, la cabane de couvertures, des formes de marelle, et les divers jeux de rôle enfantins spontanés aussi appelé jeux du « faire semblant » (dînette, gendarme et voleur, cowboys et indiens...). Ces jeux font partie de la culture enfantine et des activités inventées par les enfants eux-mêmes.
Par extension, l'expression « jeu d'enfant » est synonyme de « très facile » et s'emploie pour désigner des activités susceptibles d'être réalisées même par un enfant.

## Liste de jeux et formules de jeux d'enfants
Les jeux traditionnels comme Colin-maillard, Jacques a dit, et Pierre-papier-ciseaux ont marqué notre enfance, tout comme le célèbre jeu du Loup ou Chat perché, et le Un, deux, trois, soleil. Parmi les jeux de cour de récréation, on retrouve également la Marelle, le Jeu de bille, le Jeu de l'élastique, et des classiques comme Ni oui ni non. Des jeux plus dynamiques comme L'Épervier, Poule renard vipère, et Le sol est de la lave mettaient notre agilité à l'épreuve. Les jeux plus intrigants comme L'Homme noir et Séparation entre l'âne et le cochon ajoutaient une touche de mystère et de stratégie à nos moments de détente. Enfin, des jeux comme J'ai volé ton nez apportaient humour et complicité entre amis.